# يو إف سي ليلة القتال: تي هونا ضد ماركوارت
يو إف سي ليلة القتال: تي هونا ضد ماركوارت (بالإنجليزية: UFC Fight Night: Te Huna vs. Marquardt)‏ هو حدث لفنون القتال المختلطة نظمته يو إف سي، أُقيم في 28 يونيو 2014، على سبارك أرينا في أوكلاند، نيوزلندا.